# Видавництво «Julliard»
Éditions Julliard, Видавництво Жульяр — французьке видавництво. Було засноване 1942 року Рене Жульяром.

## Короткий опис
Julliard відоме за пошуками й опублікуванням нових, маловідомих талантів, зокрема до них належать, Франсуаза Саган і Жан д'Ормессон. Після смерті Рене Жульяра в липні 1962, виконавчим директором видавницького дому став Крістіан Бурґуа, який взяв на себе все керівництво. Незабаром Julliard було викуплено видавництвом Міська преса. У 1966 році Крістіан Бурґуа створив свій власний видавничий дім.
1953 року Андре Франк і Жан-Луї Барро створили огляд книг Рено-Барро (Les Cahiers Renaud-Barrault), опублікованих видавництвом Julliard (до смерті Рене Жульяра), а пізніше видавництвом Gallimard.
Видання Julliard отримало новий поштовх у 1988 році, коли Крістіан Бурґйос вирішив запросити Елізабет Ґіллі на посаду літературного директора. Разом вони відшукали та опублікували багато нових талантів, таких як Лідія Сальвер та Регін Детматбел, а також Франсуаз Саган.
Крістіан Бургуа та Елізабет Ґіллі покинули видавництво на початку 1992 року, після внутрішніх розбіжностей з Міською пресою (Presses de la Cité). Франсуа Бурен пізніше підтримав їх і 1995 року теж залишив видавництво.
Починаючи з 1995 року керівниками видавництва Julliard були Бетті Міале і Бернард Барро. Вони опублікували, зокрема твори Філіпа Бессона, Жака-Андре Бертрана, Лорана Бенегуї, Філіпа Джана, Ясміна Кадра, Мазарін Пенжо, Жана Теле, Дені Робера і Даніеля Сен-Буа.
Наразі видавництво продовжує функціонувати і сприяти відкриттю молодих авторів. В останні роки вони також співпрацюють з кінематографом. Таким чином, такі твори як, наприклад, «Вода квітів» Жана-Марі Гуре були екранізовані.